# Vive (canal de televisión de Chile)
Vive (también conocido como Canal Vive, anteriormente Vive! Deportes) es un canal de televisión por suscripción chileno, especializado en entretenimiento, noticias, conversación y humor. Pertenece y está exclusivamente disponible a través de la empresa de telecomunicaciones VTR y Claro.

## Historia
Vive nació en octubre de 2006 bajo el nombre Vive! Deportes, que transmitió el histórico triunfo de Las Marcianitas en el Campeonato mundial de hockey sobre patines femenino de 2006. Este canal también tuvo por un corto tiempo una segunda señal llamada SED (Sala de Eventos Deportivos), que fue creada el 4 de febrero de 2010.
Durante sus 7 años como canal deportivo, también incluyó en su programación programas de debate y conversación, como el late Síganme los buenos, y de programas destinados al deporte como noticieros y conversación. En marzo de 2014, transmitió los X Juegos Sudamericanos realizados en Santiago, junto con el CDO mediante acuerdo con VTR y el Comité Olímpico de Chile.
El 17 de enero de 2014, VTR confirmó la reestructuración de su parrilla programática y canceló todos los programas dedicados a la actualidad deportiva. El entonces gerente de programación de VTR, Francisco Guijón, anunció que la proveedora desea enfocarse en los canales temáticos y no competir con otros canales deportivos más grandes.
El 7 de abril de 2014 el canal fue relanzado como Vive, al igual que su programación, la cual está enfocada al entretenimiento y a la conversación.

## Programas actuales
- Cara a Cara: clásico programa de entrevistas conducido por el comunicador Tomás Cox.
- Clásicos de Siempre: programa de videoclips musicales del recuerdo conducido por el locutor Iván Hernández.
- Doctor en Casa: conducido por el doctor Claudio Aldunate (actualmente emitido por TNE Televisión Nacional Evangélica y TVR).
- Finanzas a la Carta: Programa que busca incrementar la inteligencia financiera de la audiencia con entrevistas y reflexiones sobre el dinero, la deuda, el ahorro, la inversión y el emprendimiento. Conducido por Juan Carlos Cano, coach y autor del libro Despertar Sin Deudas.
- Las Voces de los '80: programa conducido por el periodista Emiliano Aguayo, inspirado en su libro escrito del mismo nombre de 2012.
- MH Mi Historia Punto Jaque: programa de entrevistas patrocinado por Ferretería Punto Jaque con la conducción y producción ejecutiva de Wilfredo Fernández Maureira.
- Yuly: late show conducido por Julio César Rodríguez.